# George Lyon (golfista)
George Lyon (ur. 27 lipca 1858 w Richmond Hill, zm. 11 maja 1938 w Toronto) – kanadyjski golfista, mistrz olimpijski.
Jeden raz startował w igrzyskach olimpijskich. W 1904 w Saint Louis zdobył złoty medal indywidualnie w golfie.